# 注視點渲染
注視點渲染是一種新型图形计算技術，凭借降低注視點周圍图像的解析度來大幅降低计算複雜度，主要应用在整合了眼動追蹤技術的虛擬實境頭盔中。
人眼在看東西時，並不會整個視野範圍都一樣清晰，而是中心點清晰，越往兩旁越模糊．因此在虛擬實境的設備上渲染 (Rendering) 顯示圖像時，並不需要整個畫面都同一解析度．而是正在注視的那個畫面中間解析度最高，往周圍解析度一次降低．一般說來會將視野切成三個同心圓，中心那一圈會使用完整的解析度，第二圈則是 50% - 60% 解析度，最外圍解析度則會降到 25% 以下．根據瑞典 Tobii 和中國七鑫易維兩家公司分別給出的優化數據是「降低CPU負載30％－70％」，以及「節省50％－80％像素，CPU運算速度提升5－7倍」。